# Happy endings
「happy endings」（ハッピー・エンディングス）は、花澤香菜の3枚目のシングル。2012年10月24日にアニプレックスから発売された。

## 概要
前作「初恋ノオト」から3か月ぶりのリリースとなる3枚目のシングル。表題曲「happy endings」は、テレビアニメ『絶園のテンペスト』のエンディングテーマに起用された。本人名義の楽曲がアニメの主題歌に起用されるのは初めてとなる。

## 収録曲
（全作詞：meg rock、作曲・編曲：神前暁）
1. happy endings [4:23][1]
テレビアニメ『絶園のテンペスト』エンディングテーマ
2. too late for chocolate? [4:24][1]
3. trick or treat! [4:36][1]
4. happy endings（Instrumental）

DVD（初回限定盤のみ）
1. happy endings（Music Clip）